# Jacques Monsaert

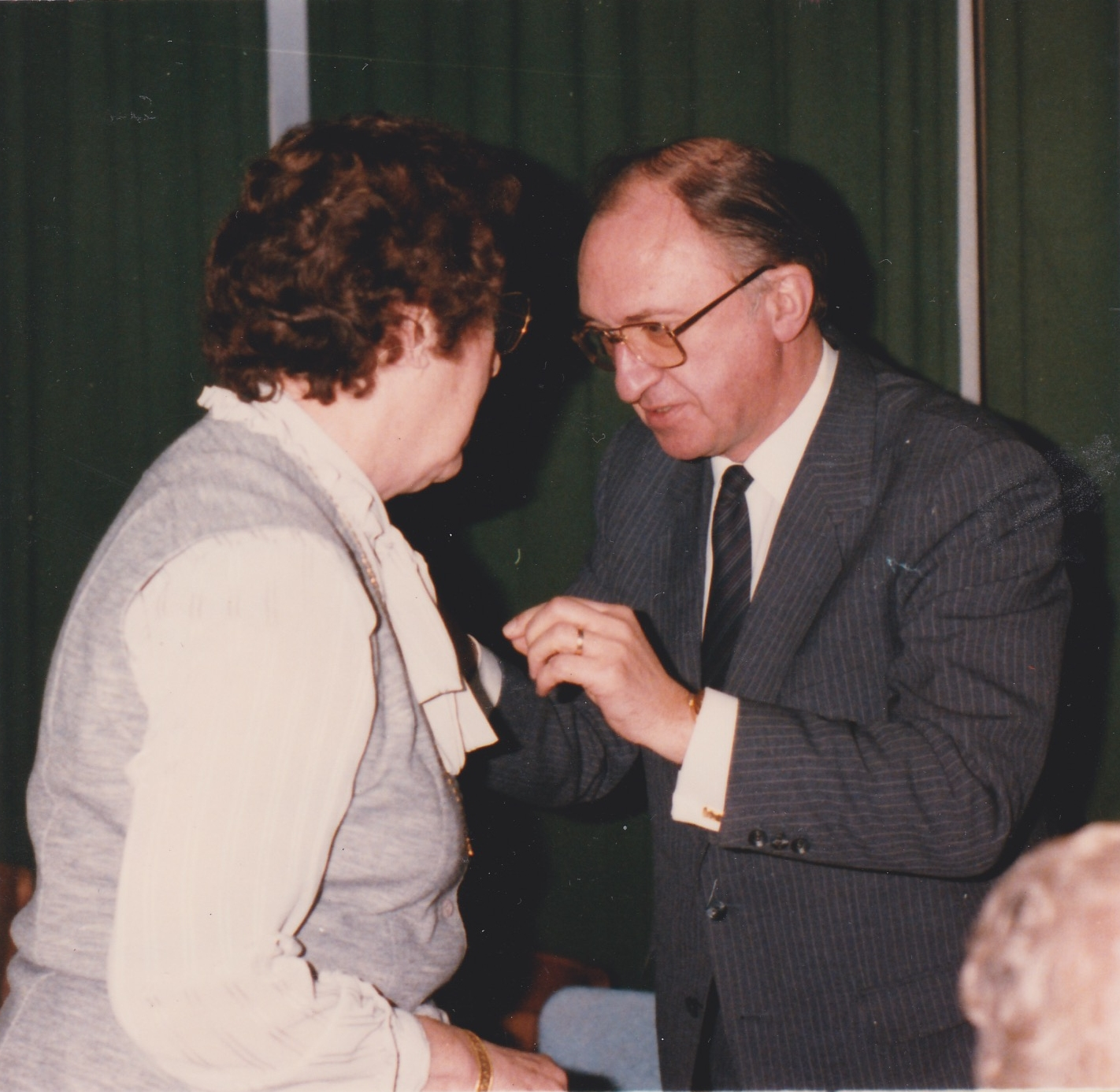
Burgemeester Jacques Monsaert bij gelegenheid van de huldiging 20-jarige werking van het Nationale Werk Kinderwelzijn te Sint-Amandsberg in het jaar 1984.

Jacques Monsaert (Sint-Amandsberg, 9 september 1934 – Gent, 28 juli 2002) was een Belgisch advocaat en burgemeester van Sint-Amandsberg (1971-1976) voor de CVP. Na de fusie met Gent werd hij eerst schepen van stadsontwikkeling en openbare werken (1977-1982) voor de CVP en nadien burgemeester (1983-1988) in een coalitie CVP-PVV. Na de gemeenteraadsverkiezingen van 1988, werd de CVP naar de oppositie verwezen en werd Monsaert vrederechter van het kanton Wetteren-Zele (1992-1999).
Het persoonsarchief van Jacques Monsaert wordt beheerd door het Documentatiecentrum voor Streekgeschiedenis Dr. Maurits Gysseling te Sint-Amandsberg. Naar aanleiding van Erfgoeddag 2008 organiseerde dit documentatiecentrum de tentoonstelling "Burgemeester Monsaert en de wending naar de hedendaagse stedenbouw te Gent". Deze tentoonstelling vond plaats van 13 tot 29 april 2008 in de kerk van het Groot Begijnhof van Sint-Amandsberg.